# How to Kill a Dragon
How to Kill a Dragon: Aspects of Indo-European Poetics (в превод от английски език: Как да убиеш дракон: Аспекти на индоевропейската поетика) е книга от 1995 година по сравнителна индоевропейска поетика от езиковеда и класицист Калверт Уоткинс. Публикувана е за първи път на 16 ноември 1995 година от „Оксфорд Юнивърсити Прес“ и е както въведение в сравнителната поетика, така и изследване на митовете за убийците на дракони, откривани в различни времена и в различни индоевропейски езици. За книгата си Уоткинс получава в 1998 година от Американската филологическа асоциация Наградата за заслуги „Гудуин“.

## Прием
Критическият прием на текста след публикуването му е положителен. „Класикъл Джърнъл“ и „Джърнъл ъв Американ Фолклор“ дават на How to Kill a Dragon положителни рецензии, като „Джърнъл ъв Американ Фолклор“ отбелязва, че текстът е „забележителна книга“. „Джърнъл ъв Американ Ориентал Съсайъти“ също похвалва книга, която списанието смята за „фундамент, който отсега нататък трябва да служи като отправна точка и вдъхновение за дисциплина, чието бъдеще вече е сигурно“.